# Загориця (Літія)
Загориця (словен. Zagorica) — поселення в общині Літія, Осреднєсловенський регіон, Словенія. Висота над рівнем моря: 261,8 м.